# Gyllaug Gudlaugsson
Gyllaug Gudlaugsson (n. 488) fue un caudillo vikingo, rey de Hålogaland (Håløigkonge). Según Saga de los Ynglings vengó la muerte de su padre Gudlaugur Hemgestsson que fue vencido en el campo de batalla por el rey Jorund de los suecos y no fue clemente, ahorcando a su rival. Más tarde Gyllaug reunió una alianza de ejércitos para enfrentarse a las incursiones suecas y casualmente se enfrentó a Jorund en Limfjorden, derrotándole y aplicando la misma misericordia que tuvo con su padre, le ejecutó en la horca. Le sucedió en el trono su hijo Mundil Gyllaugsson.